# يوسف الشطي
يوسف يعقوب الشطي (10 فبراير 1975 -)، شاعر وضابط سابق برتبة مقدم في وزارة الداخلية الكويتية.

## نبذة
برز اسمه في أوائل التسعينيات، الا أنه بدأ الكتابة وهو في عمر الخامسة عشرة، وكان ذلك عام 1990، وأول أبيات نشرت له كانت في مجلة اليقظة الكويتية سنة 1994. اشتهر بأسلوبه الشعري الخاص به وهو دمج الشعر الفصيح والنبطي. كذلك تفرد بكتابة القصيدة الوطنية وتغنى بقصائده العديد من المطربين، وهو الشقيق الأكبر للمطرب الكويتي بشار الشطي.[بحاجة لمصدر]

## حياته العسكرية
تخرج من الكلية البحرية العسكرية بجمهورية مصر العربية في عام 1996 م وعين في وزارة الداخلية برتبة ملازم أول في ادارة خفر السواحل وعمل كقائد زورق وغواص بقسم الغواصين، ومن ثم عين رئيس شعبة التوعية والإرشاد في الإدارة العامة للدوريات الشاملة ، ثم انتقل إلى الإدارة العامة للدفاع المدني كضابط قسم، ثم رئيس قسم العلاقات العامة، ومن ثم تدرج في الإدارة العامة للدفاع المدني حتى أسند اليه منصب مدير إدارة الشؤون المالية والإدارية والصيانة. تقاعد مبكرا في عام 2015 م لظروف صحية إثر تعرضه لحادث مروري جسيم عام 2011 على طريق مطار الكويت الدولي، نتج عنه كسر في الفقرة الثامنة بالعمود الفقري، وكسر بالترقوة، وكسر مضاعف بالساعد، وقطع لجميع أعصاب اليد (الخمس) ما أدى إلى شل حركة اليد، وحينها تقاعد من وزارة الداخلية برتبة مقدم.

## أشهر قصائده الوطنية
- الغشمشم (كلكلي). 🎼
- خصيم الريح.
- الزبرقان.[4]
- انها الخز الموشى بالذهب (يا بلادي). 🎼
- أمل ديرة.
- قف علوا.
- تبرا ولجين.[5]
- يا بلاد.

## إصدارات
- له ديوان شعري بعنوان (أحتاج لامرأة من السماء).[6]

## من أشعاره
| الموت كالنار لا يُبقي ولا يذر    |  | وعادة الدهر يعلو ثم ينحدر    |
| ولا بقاء لشيء حاطه الأجل        |  | حتى وإن بات دمع العين ينهمر  |
| قد قيل صبراً على الأحداث إن نزلت |  | لكنما اليوم لا صبرٌ فأصطبر    |
| وكيف أسمو بنفسي عن مواجعها      |  | أم كيف يغفو بليل الشوق مضطجر |
| فموتك اليوم يا عماه أثقلني      |  | سقماً عظيماً فذا نأي وذا كدر   |

وقصيدة أخرى له
وقصيدة أخرى له
وقصيدة أخرى له
وقصيدة أخرى له